# 新安古道
新安古道位于中国安徽省黄山市歙县徽城镇，从县城南门紫阳门外起，沿练江东南延伸1公里，依山傍水，穿过渔梁村的古街道，抵达渔梁坝下的码头，通往浙江的要道。。2012年列为黄山市文物保护单位。